# Кальюсте, Хейно Константинович
Хе́йно Константинович Ка́льюсте (эст. Heino Kaljuste; 18 ноября 1925, Нарва, Эстония — 28 июля 1989, Таллин, Эстонская ССР, СССР) — советский эстонский хоровой дирижёр и педагог. Народный артист Эстонской ССР (1975).

## Биография
В 1955 окончил Таллинскую консерваторию (профессор Юри Варисте). С 1951 основатель и дирижёр детского хора при таллинском Дворце пионеров (ныне Хор «Эллерхейн»). Он разработал систему музыкального воспитания с применением относительной сольмизации («Jo-le-mi»), основанной на системе Золтана Кодая.  С 1960 года руководитель детских хоров на Певческих праздниках республики. С 1955 преподаёт в Таллинской консерватории (с 1977 профессор). Автор многих хоровых песен. С 2002 года Фондом композитора присуждается стипендия имени Хейно Кальюсте. Член КПСС с 1979.
Сын Кальюсте — Тыну (род. 1953) тоже выбрал профессию дирижёра.

## Награды
- ? — Заслуженный деятель искусств Эстонской ССР
- 1956 — Медаль «За трудовое отличие»[1]
- 1975 — Народный артист Эстонской ССР